# جسر طبيعي
الجسر الطبيعي (بالإنجليزية: Natural bridge)‏ ويطلق علية أيضاً (بالإنجليزية: Natural arch)‏ قوس الطبيعة جسر كونته الطبيعة. ومن المعروف أن تكوين بعض الجسور يتطلب آلاف السنين. ويتكون الجسر الطبيعي في كثير من الأحيان نتيجة فعل المياه التي تشق طريقها عبر صخور هشة ولينة. فإذا كانت هناك طبقة صخرية وصلبة في قمة الصخرة الهشة، تبقى الطبقة الصلبة ثابتة وتكون جسرا وتتخذ الجسور الطبيعية في أغلب الأحيان شكل القوس.

## معرض الصور

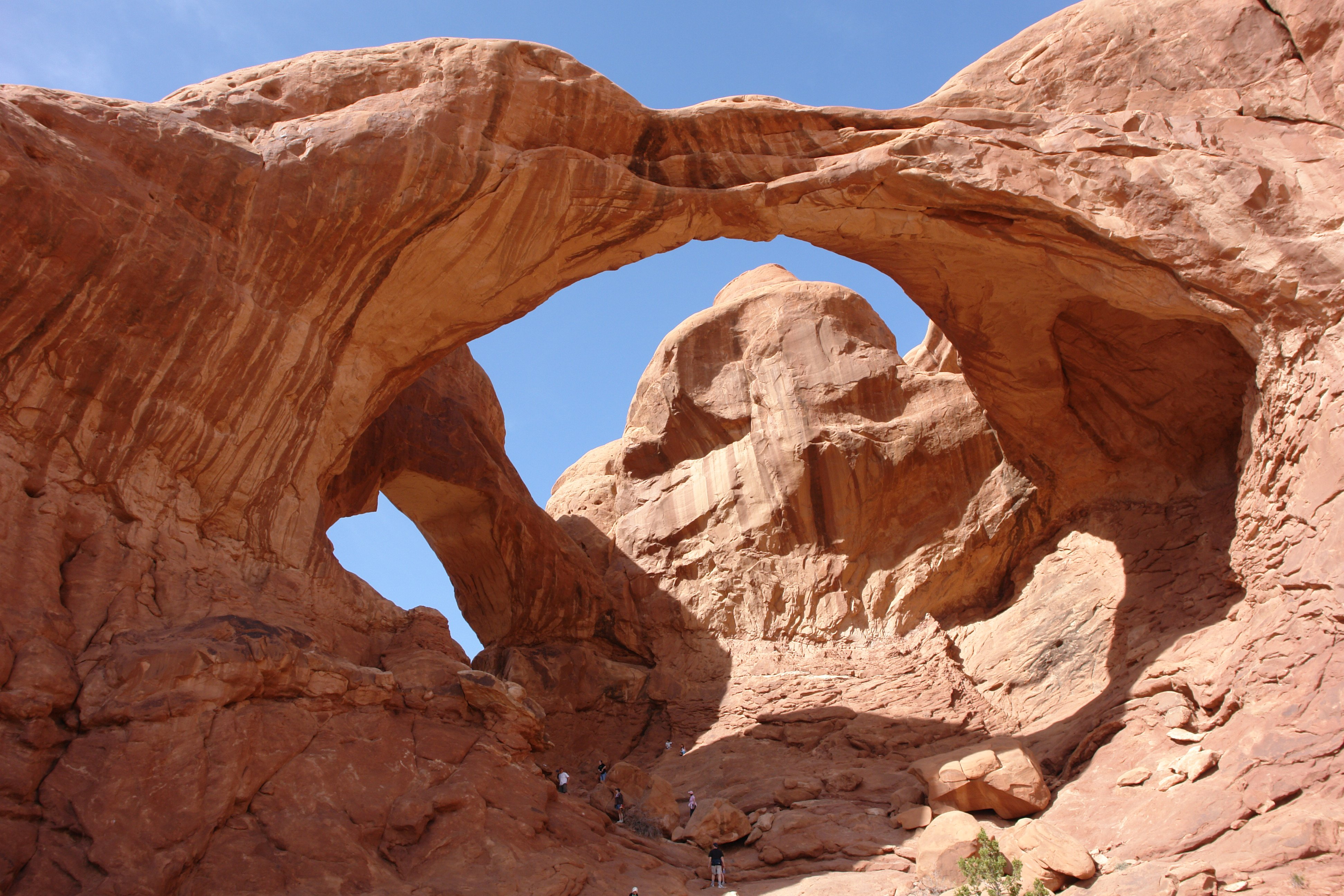
القوس المزدوج
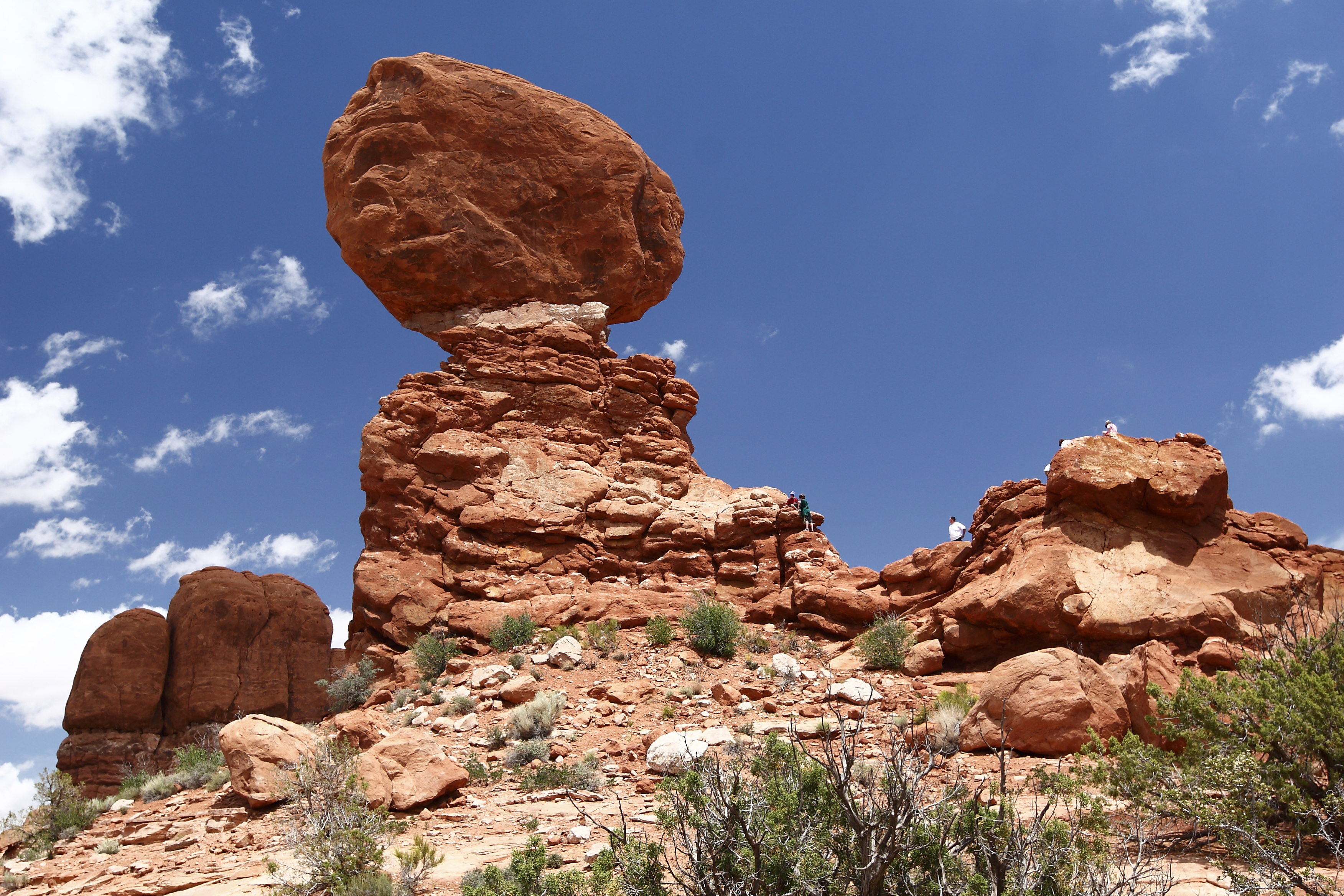
صخور متوازنة
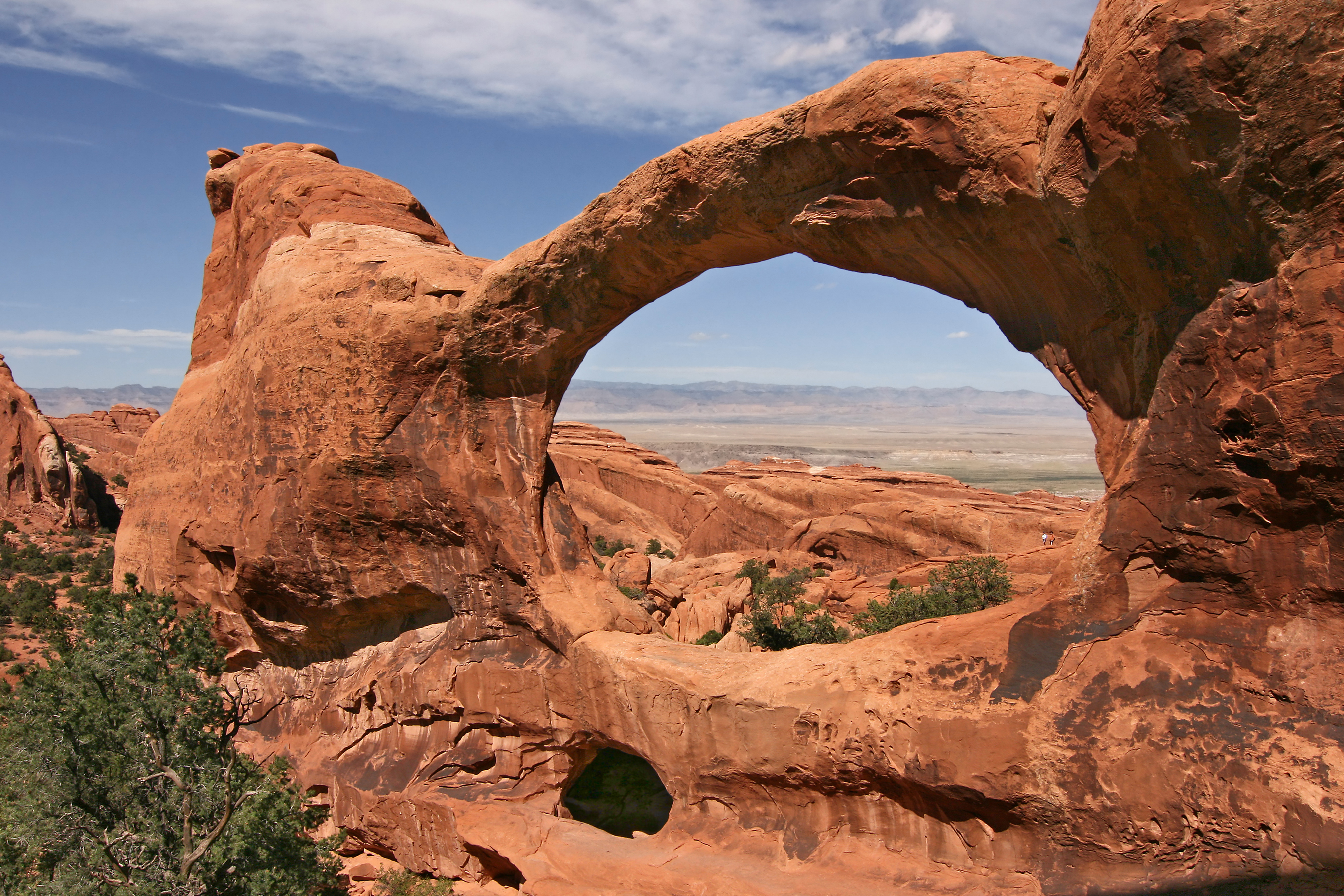
قوس مزدوج
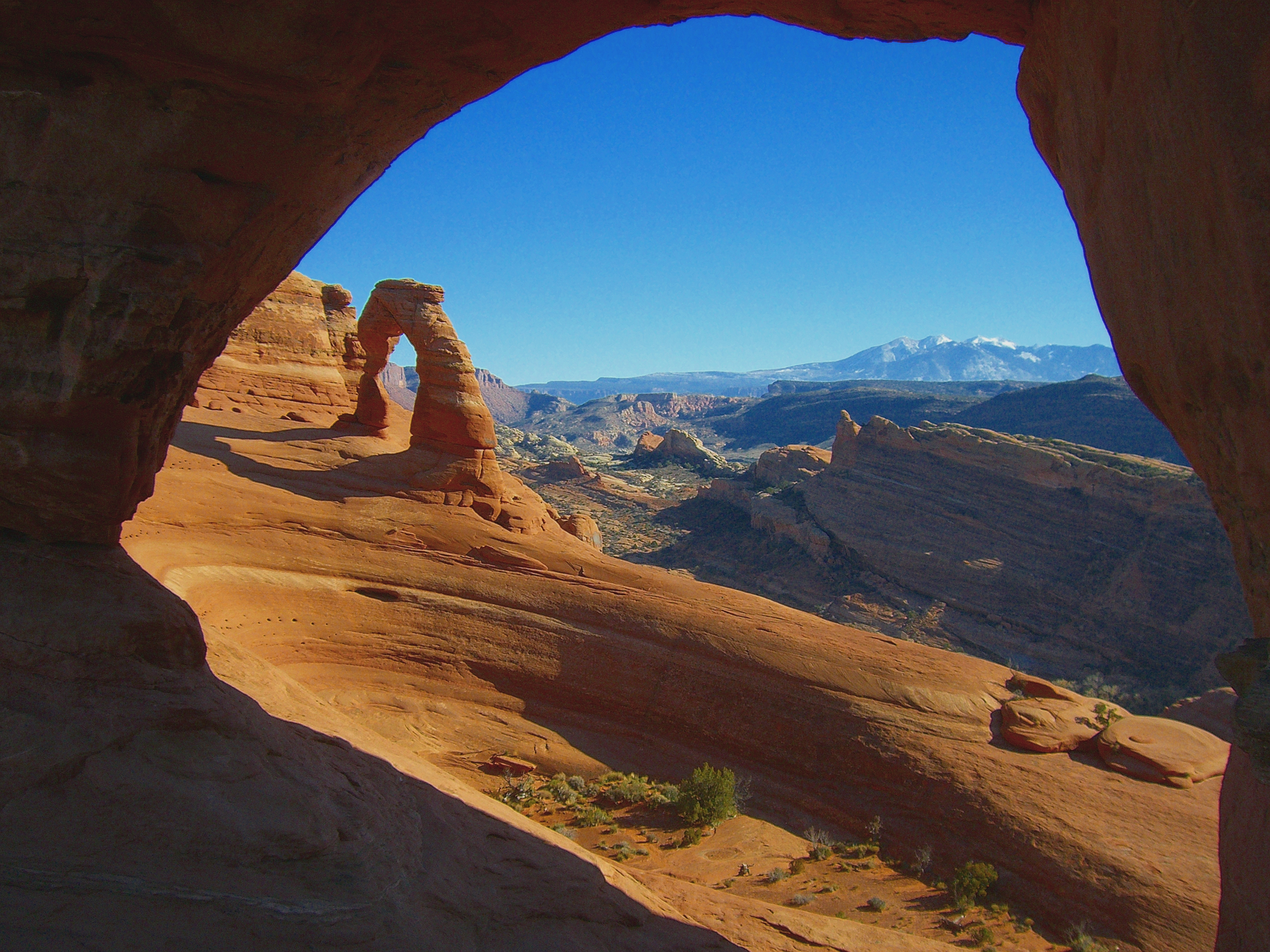
قوس ديليكيت
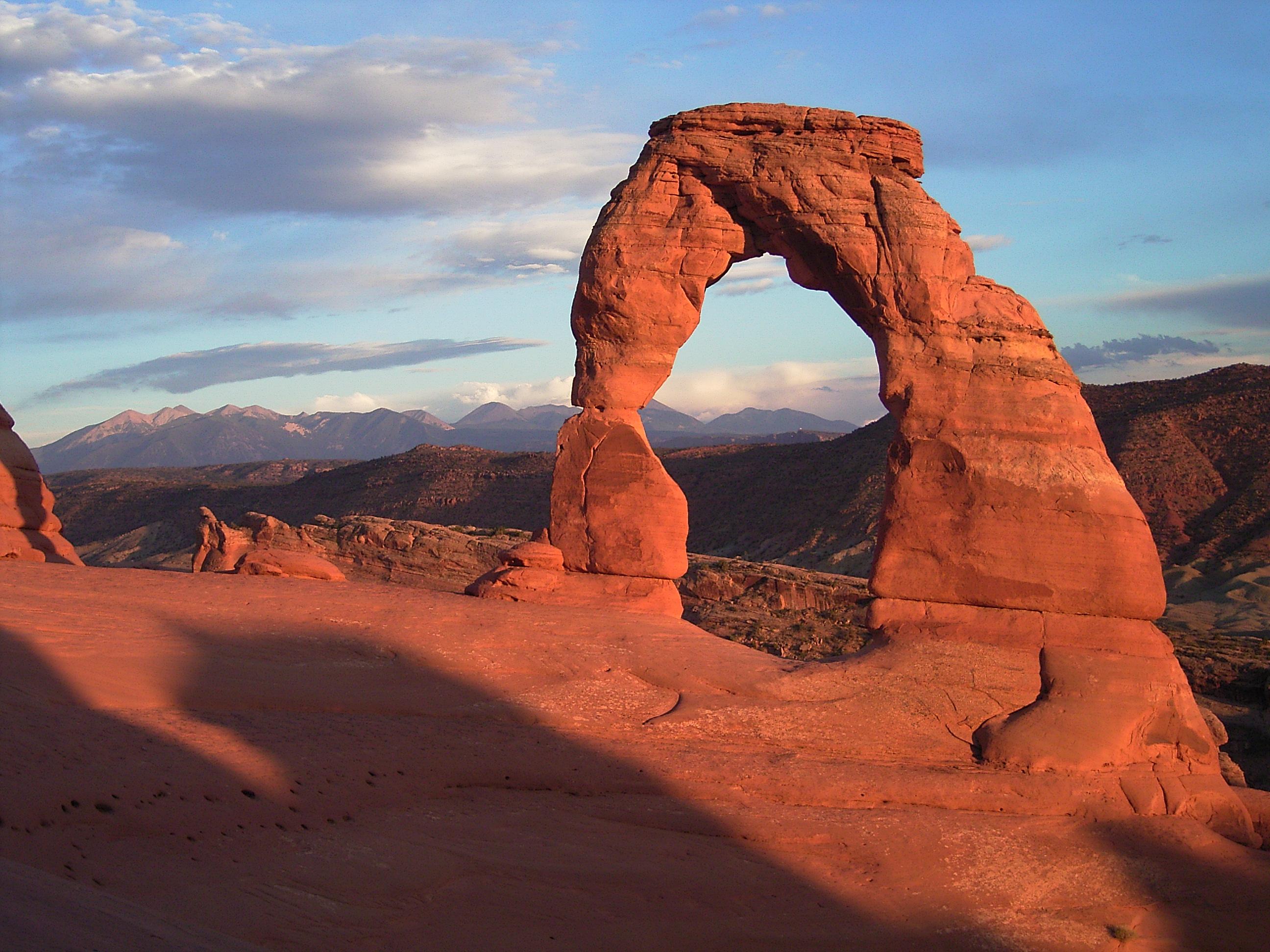
قوس ديليكيت